# Black Rose: A Rock Legend
A Black Rose: A Rock Legend a Thin Lizzy ír hard rock zenekar kilencedik nagylemeze, amely 1979. április 13-án jelent meg. Az anyag kritikai és kereskedelmi szempontból is az együttes egyik legsikeresebb lemeze, melyen már Gary Moore volt hallható Brian Robertson helyett. Moore 1974-ben és 1977-ben már megfordult az együttesben, lemezt azonban nem készítettek korábban. A Black Rose egészen a második helyig jutott a brit albumlistán, ezáltal a zenekar legkelendőbb anyaga lett az Egyesült Királyságban. A BPI adatai alapján ez volt a negyedik olyan albumuk, amely aranylemez minősítést szerzett a szigetországban.
Az album 2011-ben egy 2 CD-s változatban újra megjelent, a második lemezen bónuszdalokkal kiegészítve.

## Előzmények, felvételek
Az 1977-es Bad Reputation album megjelenését követően az év tizenkét hónapjából nyolc telt el koncertezéssel, melynek során Philadelphiában, Londonban és Torontóban is rögzítették fellépéseiket. Ezekből került kiadásra Live and Dangerous címmel az együttes első koncertlemeze, amely 1978. június 2-án jelent meg. Eredetileg egy új stúdiólemezt akartak kiadni, de Tony Visconti  egyéb munkái miatt nem ért rá, így kényszer szülte az élő album kiadását. A sikereket azonban beárnyékolta Robertson, akinek Lynott-tal szembeni nézeteltérései lehetetlenné tették a további folytatást. 1978. július 6-án egy Ibiza-i koncert után véglegesen kilépett a zenekarból. Távozása után hamarosan összeállt Jimmy Bain-el, akivel megalapította a Wild Horses zenekart, majd később a Motörhead tagja lett. A távozó Robertson helyére Lynott Gary Moore-t hívta vissza, aki ezúttal már állandó tagként csatlakozott a zenekarhoz.
1978-ban az AC/DC társaságában is adtak koncerteket, azonban a két együttes kapcsolata korántsem volt felhőtlennek nevezhető. Moore elmondása szerint elég sok szemétséget csináltunk egymással, pedig csak három napig koncerteztünk együtt. Még szerencse, hogy nem mentünk hosszabb turnéra, biztos kinyírtuk volna egymást. Bon néha bejött az öltözőbe, és úgy tett, mintha kedvelne minket, de szerintem inkább az ingyen sörre hajtott. Megitta a saját piájukat, aztán átjött hozzánk, és megitta a maradékot, mi ugyanis nem voltunk valami nagy sörivók.
A Black Rose cím utalás Lynott ebben az időben született lányára. Lynott és Gorham alkohol és drogfogyasztása ekkoriban egyre nagyobb méreteket öltött, erről szólt a  Got To Give It Up dal is.
A lemez egyik legnagyobb slágere a kislemezen is kiadott Waiting for an Alibi volt, melyben Lynott effektezett basszusgitárja mellett a Moore/Gorham duó is nagy szerepet kapott. A dal klipjét később gyakran játszotta az MTV is. A Sarah című dal Lynott kislányáról íródott, ennek megfelelően egy érzelmesebb húrokat pengető darab, melyet akusztikus gitáron írt meg a frontember. Az 1972-es Shades of a Blue Orphanage lemezen is volt egy megegyező című dal, az azonban Lynott nagymamájának íródott. A dal eredetileg a basszusgitáros szólólemezére készült, így Downey és Gorham nem hallható a felvételen, helyettük Mark Nauseef kezeli az ütősöket, és Huey Lewis játszik szájharmónikán.
A With Love egyszerre operál akusztikus és torzított gitáros témákkal, míg a Get Out of Here és a lemeznyitó Do Anything You Want To a húzósabb dalok közé tartozik. Érdekesség, hogy a With Love basszustémáit az egykori Rainbow és későbbi Dio zenész Jimmy Bain játszotta fel.
Egy funk ihletésű dal erre a lemezre is felkerült, melynek "S & M" a címe és Downey is a szerzője Lynott mellett. A szellős hangzású Toughest Street in Town vokáljaiban némi Kiss hatás érződik, míg az albumot záró címadóban megjelennek az együttes jellegzetes kelta hatásai. A 7 perces dalban Lynott és Moore az ír történelemből és kultúrából merített ihletet. A hétnyolcados középtempóban induló dalban tradicionális ír népdalok egyvelege hallható, melyek közül a Will You Go Lassie Go eredetileg Francis McPeake szerzeménye és Francis McPeake rögzítette először.

## Fogadtatás
Dermot Stokes az ír Hot Press magazin kritikusa, korabeli cikkében pozitívan ítélte meg az albumot, hozzátéve, hogy az nem hoz jelentős változást a zenekar kikristályosodott stílusába és hangzásába. Ugyanakkor kifejtette, hogy Írország helyzete korántsem olyan rózsás, mint azt a zenekar a címadó dalban sugallja, véleménye szerint az együttes elveszítette realitás érzékét hazájával kapcsolatban.
A Smash Hits cikke hiányolta az albumról a fogós dallamok meglétét, szentségtelennek nevezve a címadó dalban levő népdalok felhasználását. Kifejtette, hogy az együttes rajongói minden bizonnyal örömmel hallgatják a lemezt, másoknak azonban aligha jelent újdonságot.
Az újabbkori kritikák azonban pozitívan írnak róla. Greg Prato az AllMusic kritikusa négy és fél pontot adott rá az ötből, és a Thin Lizzy utolsó igazi klasszikus albumaként jellemezte, kiemelve a dalok változatosságát. Hozzátette, hogy Gary Moore játéka tökéletesen illeszkedik a zenekarhoz, valamint pozitívan nyilatkozott a gitárszólókról is.
Martin Popoff a Collectors Guide to Heavy Metal írója maximális pontszámmal jutalmazta az albumot, külön kiemelve a Waiting for an Alibi és a Got to Give It Up dalokat, mint két Thin Lizzy klasszikust. Dicsérte a címadó dalt is, melynek szépirodalommal rokon vonásai elég messzire repítették az együttest az alap rock and rolltól.
A Sputnikmusic 2006-os kritikája szerint a Black Rose egy kiváló album, amely bármilyen gyűjteményben méltó helyet foglalhatna el, de ez nem jelenti azt, hogy egy hibátlan lemezről van szó.
A cikk írója 4 pontot adott rá a lehetséges ötből, ugyanezen oldalon 2014-ben azonban 4 és fél pontot kapott.
A címadó dalt a Rolling Stone a valaha írt legjobb ír rockdalnak nevezte, míg a classicrockreview weboldal az együttes utolsó remekműveként jellemezte az albumot.
A Black Rose a tengerentúlon már nem volt olyan sikeres, mint elődei (81. helyig jutott), Angliában viszont aranylemez lett, a második helyen kötve ki. Ez azt is jelentette, hogy ez lett a csapat legsikeresebb sorlemeze a Live and Dangerous koncertanyag után.
A lemez egyik legnagyobb slágere a Waiting for an Alibi lett, ami Angliában 9., Írországban pedig a 6. lett a kislemez listákon.

## Számlista
| 1. | Do Anything You Want To | 3:53 |
| 2. | Toughest Street in Town | 4:01 |
| 3. | S & M                   | 4:05 |
| 4. | Waiting for an Alibi    | 3:30 |
| 5. | Sarah                   | 3:33 |

| 6. | Got to Give It Up | 4:24 |
| 7. | Get Out of Here | 3:37 |
| 8. | With Love | 4:38 |
| 9. | Róisín Dubh (Black Rose): A Rock Legend - I. "Oh Shenandoah" - II. "Will You Go Lassie Go" - III. "Danny Boy" - IV. "The Mason's Apron | 7:06 |

### 2011-es újrakiadás
Az album remaszterizált kiadása 2011. június 27-én jelent meg. A dupla album kettes lemezén bónuszdalok találhatóak.
| 2. lemez | 2. lemez                                                       | 2. lemez | 2. lemez | 2. lemez | 2. lemez | 2. lemez | 2. lemez | 2. lemez | 2. lemez |
| #        | Cím                                                            | Hossz    |          |          |          |          |          |          |          |
| -------- | -------------------------------------------------------------- | -------- | -------- | -------- | -------- | -------- | -------- | -------- | -------- |
| 1.       | Just the Two of Us (Do Anything You Want To kislemez B oldala) | 2:47     |          |          |          |          |          |          |          |
| 2.       | A Night in the Life of a Blues Singer (hosszú verzió)          | 5:44     |          |          |          |          |          |          |          |
| 3.       | Rockula (Rock Your Love)                                       | 4:16     |          |          |          |          |          |          |          |
| 4.       | Don't Believe a Word (lassú verzió Lynott és Moore énekével)   | 3:18     |          |          |          |          |          |          |          |
| 5.       | Toughest Street in Town (eltérő verzió)                        | 3:58     |          |          |          |          |          |          |          |
| 6.       | S&M (Nassau felvétel, 1978)                                    | 3:18     |          |          |          |          |          |          |          |
| 7.       | Got to Give It Up (Nassau felvétel, 1978)                      | 3:25     |          |          |          |          |          |          |          |
| 8.       | Cold Black Night (Nassau felvétel, 1978)                       | 3:37     |          |          |          |          |          |          |          |
| 9.       | With Love (Nassau felvétel, 1978)                              | 4:33     |          |          |          |          |          |          |          |
| 10.      | Black Rose (Nassau felvétel, 1978)                             | 4:04     |          |          |          |          |          |          |          |
| 39:00    |                                                                |          |          |          |          |          |          |          |          |

## Kislemezek
- Waiting For An Alibi/With Love – 7" (1979)
- Do Anything You Want To/Just The Two Of Us – 7" (1979)
- Do Anything You Want To/S & M – 7" (1979)
- Got To Give It Up/With Love – 7" (1979)
- Sarah/Got To Give It Up – 7" (1979)
- Star Trax EP: Jailbreak/Johnny The Fox Meets Jimmy The Weed/The Boys Are Back In Town/Waiting For An Alibi – 7" (1979)

## Zenészek
Thin Lizzy
- Phil Lynott – basszusgitár, ének, 12 húros akusztikus gitár, producer a With Love c. dalban.
- Scott Gorham – szóló és ritmusgitár
- Brian Downey – dob, ütőhangszerek
- Gary Moore –  szóló és ritmusgitár, vokál

Vendégzenészek
- Jimmy Bain – basszusgitár a With Love c. dalban.
- Huey Lewis – szájharmónika a Sarah és a With Love c. dalokban.
- Mark Nauseef – dob a Sarah c. dalban.
- Judie Tzuke – háttérvokál a Sarah c. dalban.

Produkció
- Tony Visconti – producer
- Kit Woolven – hangmérnök
- Will Reid Dick, Chris Tsangarides – hangmérnök segédek

## Listás helyezések
| Év                             | Lista | Pozíció |
| ------------------------------ | ----- | ------- |
| 1979                           |       |         |
| Ausztrália (Kent Music Report) | 29    |         |
| Brit lemezlista                | 2     |         |
| Svéd lemezlista                | 8     |         |
| Norvég lemezlista              | 15    |         |
| Új-Zélandi albumlista          | 48    |         |
| Billboard 200 (USA)            | 81    |         |

| Év   | Kislemez                | Lista              | Pozíció |
| ---- | ----------------------- | ------------------ | ------- |
| 1979 | Waiting for an Alibi    | Ír kislemezlista   | 6       |
| 1979 | Waiting for an Alibi    | Brit kislemezlista | 9       |
| 1979 | Do Anything You Want To | Brit kislemezlista | 14      |
| 1979 | Do Anything You Want To | Ír kislemezlista   | 25      |
| 1979 | Sarah                   | Brit kislemezlista | 24      |
| 1979 | Sarah                   | Ír kislemezlista   | 26      |